# Gaio Menio Publio
Gaio Menio Publio (fl. IV secolo a.C.) è stato un politico e generale romano.

## Biografia
Fu eletto console nel 338 a.C. con Lucio Furio Camillo.
Ripreso l'assedio di Pedo, i due consoli sconfissero in una battaglia campale gli abitanti, a cui si erano uniti anche i Tiburtini e Prenestini. Presa Pedo, i due consoli espugnarono ogni singola città latina del Lazio che si era ribellata, ottenendo la definitiva sconfitta dei Latini e la fine della guerra latina. Per questa loro impresa, ai due consoli, fu concesso l'onore del trionfo e nel foro furono collocate statue che li raffiguravano a cavallo.
Fu eletto dittatore nel 314 a.C., per il timore di una defezione di Capua, mentre l'esercito romano si trovava in Apulia per combattere contro i Luceri. Capua non defezionò, perché il capo della rivolta si suicidò alla notizia dell'investitura di un dittatore a Roma, mentre la successiva indagine a Roma, per verificare se qualche Senatore, fosse coinvolto nella congiura, non portò ad alcun risultato.